# Míriam Martinho
Míriam Martinho (sinh năm 1954) là một trong những nhà nữ quyền hàng đầu ở Brazil và là một phần của thế hệ nhà báo nữ quyền thứ hai, xuất hiện vào những năm 1980. Bà là một trong những người đầu tiên đưa chủ nghĩa đồng tính nữ công khai vào thời kỳ nữ quyền và thành lập một trong những tổ chức Đồng tính nữ-Nữ đầu tiên ở nước này. Bà và Rosely Roth đã được công nhận vì đã tổ chức một cuộc biểu tình, được biết đến tại "Stonewall Brazil" tại Ferro's Bar năm 1983. Cô đã viết cho nhiều tạp chí LGBT và nữ quyền và đã gửi lời khai chuyên môn về tình trạng của cộng đồng LGBT ở Brazil.

## Tiểu sử
Míriam Martinho sinh năm 1954 tại Rio de Janeiro và lớn lên tại thành phố São Paulo. Bà là một trong những nhân vật tiên phong của Nữ quyền ở Brazil  và Phong trào đồng tính luyến ái Brazil.
Phong trào nữ quyền ở Brazil, trở nên khá sôi động vào năm 1975. Sau Đại hội Phụ nữ Paulista lần thứ II, đã có sự chia rẽ giữa các nhà lãnh đạo cánh tả và nữ quyền. Vào thời điểm đó, các nhà nữ quyền đang ủng hộ khái niệm về giới tính, thay vì giai cấp, như một trọng tâm cho việc trao quyền và bình đẳng chính trị. Sự ly giáo đã dẫn đến việc các nhà nữ quyền tự mình tiến lên và một loạt các tạp chí và tư tưởng phê phán về nữ quyền đã xuất hiện. Nhiều tổ chức nữ quyền được thành lập với mỗi chủ đề cụ thể: giáo dục, y tế, trao quyền chính trị, tình dục, bạo lực, trong số những người khác. Martinho là một phần của phong trào này, thành lập nhóm nữ quyền đồng tính nữ đầu tiên, Grupo Lésbico-Women'sista, vào năm 1979. Năm 1981, nhóm tan rã  và một phần của các thành viên đã tiếp tục thành lập công ty Grupo Ação Lésbica- Women'sista (GALF), hoạt động tích cực nhất trong số đó là Martinho và Rosely Roth. Năm 1989, GALF cải tổ thành một tổ chức phi chính phủ có tên Um Outro Olhar.